# Star (série de televisão)
Star é uma série de televisão norte-americana de drama musical criada por Lee Daniels e Tom Donaghy para o canal Fox. O programa gira em torno de três talentosas jovens cantoras Star, Simone e Alex, que formam um grupo e almejam o sucesso na industria musical.
A série estreou em 14 de dezembro de 2016. Em 22 de fevereiro de 2017, a Fox renovou a série para uma segunda temporada, que estreou em 27 de setembro do mesmo ano, e teve um episódio crossover com a série Empire. Em 10 de maio de 2018, a Fox renovou a série para uma terceira temporada.
A atriz Amiyah Scott tornou-se a terceira pessoa transgênera em uma série de televisão roteirizada na América, depois de Laverne Cox de Orange is The New Black e Jamie Clayton de Sense8.

## Enredo
Star Davis, uma jovem órfã que foi separada de sua irmã mais nova Simone assim que sua mãe Mary Davis, morreu. Depois de anos tentando achar a irmã, ela descobre que Simone está morando em um lar adotivo, onde está passando por abusos físicos e sexuais. Star ajuda Simone a escapar da família adotiva e as duas partem para Nova York, para encontrar com Alexandra Crane, uma garota rica que Star conheceu na internet, e que compartilha do mesmo sonho da amiga, porem ela vive nas sombras do pai, que é um cantor famoso. Juntas elas se mudam para Atlanta, na Geórgia, onde a cena musical está forte, e buscam refúgio em uma "mãe de aluguel", Carlotta Brown (Queen Latifah), que era amiga íntima da mãe de Star e Simone. Carlotta aceita abrigar e cuidar das meninas, porém elas terão que trabalhar em seu salão de beleza para ajudar nas contas da casa.
Na esperança de conseguir um contrato de gravação elas encontram Jahil Rivera (Benjamin Bratt), um produtor musical que também tem um passado com Carlotta e Mary. Ele acaba virando empresário das meninas, nomeando o grupo de "Big Trouble". Todos acabam tendo que enfrentar inúmeros problemas de relacionamento e seus erros do passado que sempre voltam para assombrá-los.
O "Big Trouble" ganha uma competição de grupos musicais, que levam as garotas a assinar um contrato com a gravadora Midtown Sound, parceira da Empire Entertainment, da Família Lyon, e logo começam uma jornada como cantoras profissionais de R&B, mudando o nome do grupo para TAKE 3. Agora elas terão que se adaptar a indústria musical, um lugar cheio de armadilhas e pessoas que são capazes de tudo pelo sucesso, enquanto são obrigadas a sair em turnê com outros artistas da gravadora, que se encontram em constante guerra uns com os outros.

## Elenco e Personagens

### Recorrentes
- Jude Demorest como Star Davis

Uma jovem de 18 anos que passou sua infância em lares adotivos após a morte de sua mãe, Mary. Querendo seguir carreira na música, ela forma um grupo de garotas, Take 3 (antes Big Trouble), com sua meia-irmã Simone e sua amiga Alex, que ela conheceu na internet. Embora ela tenha muito talento, sua natureza egoísta tende a incomodar os outros. No início da terceira temporada, ela busca uma carreira como artista solo e lida com as conseqüências de uma gravidez inesperada.
- Brittany O'Grady como Simone Davis

A meia-irmã de 16 anos de Star. Ela é resgatada por Star do lar adotivo abusivo em que ela foi colocada cinco anos antes. Embora apoie as ambições de sua irmã, Simone tem sonhos próprios e fará o que for preciso para alcançá-los. Na 2ª temporada, ela acaba na custódia do estado por abusar de maconha, ela foge e acaba se casando com Angel em uma tentativa de evitar voltar para o sistema.
- Ryan Destiny como Alexandra "Alex" Crane

Uma garota rica de 19 anos que cresceu em Nova York e conhece Star na internet. Ela quer sair das sombras de seu pai famoso e ficar famosa por conta própria. Ela se torna cada vez mais envolvida na política através de seu namorado Derek. No entanto, ela luta para escapar de seu relacionamento tóxico com seus pais, especialmente sua mãe alcoólatra Rose. Isso a leva a separar-se lentamente das outras garotas para criar um nome fora do Take 3, ao mesmo tempo em que lida com os efeitos psicológicos de sobreviver a um acidente de avião.
- Queen Latifah como Carlotta Renee Brown

Proprietária de um salão de beleza em Atlanta, e trabalhou com Mary Davis (mãe de Star e Simone) na dupla de R&B "Mixed Harmony" nos anos 90. Ela se torna uma mãe para as três garotas e no final da primeira temporada, ela vira empresária do grupo. Suas tentativas de tornar o Take 3 um sucesso provam ser ineficazes, já que as garotas lutam com seus próprios problemas. Ela é promovida a uma posição sênior na Midtown Records, e eventualmente é nomeada como chefe da Gravity Records, recém-formada por Mateo.
- Benjamin Bratt como Jahil Rivera (temporadas 1–2; 3ª temporada como convidado)

É um empresário e produtor musical que acredita que o Take 3 é sua mina de ouro. No entanto, ele é prejudicado por um vício em cocaína e por problemas financeiros. Jahil tem um passado com Carlotta e Mary.
- Amiyah Scott como Cotton Brown

Filha transexual de Carlotta. Ela trabalha no salão da mãe e ajuda as meninas a darem início à sua carreira. Ela também tem um relacionamento conturbado com sua mãe Carlotta, que não aceitou a transição da filha e não está entendendo ou apoiando totalmente as dificuldades que ela enfrenta como mulher trans. Depois de roubar dinheiro de seu namorado Elliot, Cotton é enviado para a prisão, mas acaba sendo libertado. Ela agora trabalha com a Miss Bruce para gerenciar o salão da mãe.
- Miss Lawrence como Miss Bruce

Uma cabeleireira queer que trabalha no salão de Carlotta, vira proprietária do mesmo quando Carlotta se compromete a empresariar o Take 3 e a Gravity Records.
- Quincy Brown como Derek Jones

Vizinho de Carlotta e namorado de Alex. Ele é um ativista dos direitos civis afiliado ao movimento Black Lives Matter e está comprometido com a desobediência civil. Ele sofre um acidente de carro que o deixa paralisado da cintura para baixo, porém consegue se recuperar.
- Juanita Jennings como Ruby Jones

A avó de Derek e vizinha de Carlotta que odeia Star.
- Luke James como Noah Brooks (2ª temporada – presente)

Um cantor de R&B, que já foi a maior estrela da Midtown Sound, porém sua carreira entrou em colapso devido seu alcoolismo. Ele é um rapaz encantador e ambicioso, e estabelece um relacionamento "vai e volta" com a Alex.
- Michael Michele como Ayanna Floyd (2ª temporada)

A presidente e CEO antipática da Midtown Sound, a gravadora que assinou com o Take 3. Ela faz de tudo para agradar o pai, mas é sempre desprezada pelo mesmo. Ela tem um caso com Jahil, e forma um vínculo materno com Simone. No final da segunda temporada ela decide vender a Midtown para o empresário Mateo Ferrara.
- Lance Gross como Maurice Jetter (2ª temporada – presente)

A&R na Midtown Records. Ele ajuda Carlotta com o grupo, e acaba tendo um relacionamento com ela.
- Brandy Norwood como Cassandra Augustine Brown "Cassie" (participação na 2ª temporada; 3ª temporada – presente)[6]

Irmã mais nova de Carlotta, que está profundamente envolvida no crime organizado. Ela e Andy iniciam um relacionamento, mas depois que ele rouba dinheiro dela, ela tenta matá-lo. Cassie vira dona de uma boate e se envolve com Xander, um velho conhecido.
- Evan Ross como Angel Rivera (2 ª temporada – presente)

Sobrinho de Jahil que o ajuda a gravar novas músicas. Por sua vez, Jahil faz com que ele forme uma dupla de cantores com Andy. Ele acaba se casando com Simone para evitar que ela volte para o sistema.
- William Levy como Mateo Ferrera (3 ª temporada)[7]

Um rico magnata da mídia de Miami que compra Midtown Sound de Ayanna e renomeia para Gravity Media, com planos de fechar a divisão de música da empresa e transformá-la em uma marca de moda.
- Camila Banus como Nina Ferrera (3ª temporada)

Esposa de Mateo e chefe de aquisições da Gravity Media. Ela está em um casamento aberto com Mateo, e acaba se envolvendo com Simone.
- Chad Michael Murray como Xander McPherson (3º temporada)

Um vigarista e amante de Cassie (desde a adolescência), que fornece o dinheiro para financiar sua boate.

### Participações
- Lenny Kravitz como Roland Crane, um lendário astro do rock e pai de Alexandra. (1ª temporada)

- Naomi Campbell como Rose Spencer-Crane, mãe de Alex, que luta contra o alcoolismo e um casamento fracassado com o pai de Alex, Roland. (1ª e 2ª temporada)
- Caroline Vreeland como Mary Davis, mãe de Star e Simone, que morreu de overdose de drogas. Mary foi membro da dupla de R&B "Mixed Harmony" com Carlotta nos anos 90. (1ª e 2ª temporada)
- Missy Elliott como Pumpkin, um lendária rapper contratada por Hunter para ajudar Star em um envento. No episódio 10 da primeira temporada, ela ajuda Jahil a produzir uma nova música para o Take 3. (1ª temporada)
- Tyrese Gibson como Pastor Bobby Harris, ex-namorado de Carlotta. Ele não aceitou sua filha transgênero Cotton como mulher, e Carlotta termina com ele. (1ª temporada)
- Paris Jackson como Rachel Wallace, uma especialista em mídia social contratada por Jahil para promover o Take 3. Na 2ª temporada, ela se torna consultora da Midtown Records, mas depois é demitida por Ayanna. (1ª e 2º temporada)
- Keke Palmer como Gigi Nixon, uma cantora famosa, extravagante e um pouco rude, que a Midtown Sound quer contratar. Ela vira amiga da Alex. É revelado que Gigi tem um passado obscuro com o pai de Ayanna, Charles. (2ª temporada)
- Jussie Smollett como Jamal Lyon, membro da família Lyon e co-proprietário da Empire Entertainment. (2ª temporada)
- Richard Roundtree como Charles Floyd, um lendário executivo de gravadoras e pai de Ayanna.

- Patti LaBelle como Christine Brown, a mãe barra pesada de Carlotta e Cassie, envolvida no crime organizado. (2ª e 3ª temporada)
- Elijah Kelley como Andy, um aspirante a cantor e assistente de Ayanna Floyd. Forma uma dupla com o sobrinho de Jahil, Angel. Se envolve com Cassie e acaba morrendo. (2ª e 3ª temporada)
- Teyana Taylor como Joyce Sheree, uma cantora famosa e velha amiga de Noah. Prometeu fazer uma participação em uma das músicas de Take 3 depois de conhecer Star em uma festa, mas Noah acaba "roubando" ela para sua música, provocando uma discussão entre eles. Joyce tem uma overdose de xarope para tosse. Ela ainda é viciada em álcool enquanto está em turnê com Noah e Star, apesar de ter sido ordenada a ficar limpa por Carlotta, e é retirada da turnê depois de ameaçar Star com uma arma durante uma coletiva de imprensa. (2ª e 3ª temporada)

## Prêmios e Indicações
| Ano  | Premiação          | Categoria                | Indicado     | Resultado |
| ---- | ------------------ | ------------------------ | ------------ | --------- |
| 2017 | Teen Choice Awards | Choice TV Show: Drama    | Star         | Indicado  |
| 2018 | GLAAD Media Awards | Outstanding Drama Series | Star         | Indicado  |
| 2018 | Teen Choice Awards | Choice TV Show: Drama    | Star         | Indicado  |
| 2018 | Teen Choice Awards | Choice TV Actress: Drama | Ryan Destiny | Indicado  |